# Copa Intertoto de la UEFA 1998
La Copa Intertoto de la UEFA 1998 es la cuarta edición de este torneo de fútbol a nivel de clubes organizado por la UEFA. Participaron 60 equipos de asociaciones miembros de la UEFA.
El torneo dio 3 plazas para la Copa de la UEFA 1998-99, las cuales fueron ganadas por el Bologna de Italia,el Valencia de España y el Werder Bremen de Alemania.

## Sistema de competición
A diferencia de todas las ediciones anteriores, en ésta no se iba a jugar la fase de grupos por primera vez en la historia del torneo, ya que se jugó bajo un sistema de eliminación directa a partidos de ida y vuelta, en la que los ganadores avanzaron de ronda.

## Participantes
| Ronda         | Ronda         | Equipos                 | Equipos                   | Equipos                 | Equipos                      |
| ------------- | ------------- | ----------------------- | ------------------------- | ----------------------- | ---------------------------- |
| Tercera ronda | Tercera ronda | Harelbeke (5°)          | Crystal Palace (20°)      | Auxerre (7°)            | Hansa Rostock (6°)           |
| Tercera ronda | Tercera ronda | Bologna (8°)            | Fortuna Sittard (7°)      | Estrela da Amadora (7°) | Valencia (9°)                |
| Segunda ronda | Segunda ronda | Austria Salzburg (4°)   | Lommel (11°)              | Akademisk Boldklub (5°) | Bastia (9°)                  |
| Segunda ronda | Segunda ronda | Werder Bremen (7°)      | Iraklis (6°)              | Sampdoria (9°)          | Twente (9°)                  |
| Segunda ronda | Segunda ronda | Shinnik Yaroslavl (4°)  | Espanyol (10°)            | Örebro (4°)             | Samsunspor (5°)              |
| Primera ronda | Primera ronda | Erebuni-Homenmen (3°)   | Austria Wien (7°)         | Baki Fahlasi (5°)       | Dnepr-Transmash Mogilev (4°) |
| Primera ronda | Primera ronda | Spartak Varna (7°)      | Hrvatski Dragovoljac (4°) | Ethnikos Achna (4°)     | Brno (10°)                   |
| Primera ronda | Primera ronda | Hradec Králové (11°)    | Lyngby (6°)               | Tulevik Viljandi (5°)   | Vágs Bóltfelag (4°)          |
| Primera ronda | Primera ronda | TPS (4°)                | Torpedo Kutaisi (4°)      | Debrecen (9°)           | Diósgyőri (11°)              |
| Primera ronda | Primera ronda | Leiftur (3°)            | Hapoel Haifa (3°)         | Dinaburg (3°)           | Inkaras Kaunas (4°)          |
| Primera ronda | Primera ronda | Hobscheid (6°)          | Sliema Wanderers (3°)     | Omagh Town (9°)         | Makedonija GP (3°)           |
| Primera ronda | Primera ronda | Stabæk (5°)             | Kongsvinger (6°)          | Ruch Chorzów (6°)       | Shamrock Rovers (4°)         |
| Primera ronda | Primera ronda | Naţional București (5°) | Baltika Kaliningrad (9°)  | OD Trenčín (4°)         | Rimavská Sobota (6°)         |
| Primera ronda | Primera ronda | Olimpija Ljubljana (5°) | Örgryte (5°)              | Sion (5°)               | St. Gallen (6°)              |
| Primera ronda | Primera ronda | Altay (7°)              | Vorskla Poltava (5°)      | Ebbw Vale (3°)          | Vojvodina (4°)               |

## Primera Ronda
}
| Equipo 1                | Agr.         | Equipo 2                 | Ida | Vuelta |
| ----------------------- | ------------ | ------------------------ | --- | ------ |
| Altay                   | 5–4          | Shamrock Rovers          | 3–1 | 2–3    |
| Ethnikos Achna          | 2–5          | Örgryte                  | 2–1 | 0–4    |
| Dnepr-Transmash Mogilev | 2–10         | Debrecen                 | 2–4 | 0–6    |
| Leiftur                 | 0–6          | Vorskla Poltava          | 0–3 | 0–3    |
| Ebbw Vale               | 1–9          | Kongsvinger              | 1–6 | 0–3    |
| Naţional Bucureşti      | 5–2          | Hapoel Haifa             | 3–1 | 2–1    |
| Austria Viena           | 2–3          | Ruch Chorzów             | 0–1 | 2–2    |
| Baltika Kaliningrad     | 5–1          | Spartak Varna            | 4–0 | 1–1    |
| Stabæk                  | 3–5          | Vojvodina                | 1–2 | 2–3    |
| Hrvatski Dragovoljac    | 2–4          | Lyngby                   | 1–4 | 1–0    |
| Rimavská Sobota         | 3–2          | Omagh Town               | 1–0 | 2–2    |
| Hobscheid               | 1–2          | Hradec Králové           | 0–0 | 1–2    |
| Diósgyőri               | 5–2          | Sliema Wanderers         | 2–0 | 3–2    |
| TPS                     | 3–3 (v.)     | Sion                     | 0–1 | 3–2    |
| Vágs Bóltfelag          | 1–6          | Brno                     | 0–3 | 1–3    |
| St. Gallen              | 9–3          | Viljandi Tulevik II      | 3–2 | 6–1    |
| Dinaburg                | 2–5          | Dukla Trencin            | 1–1 | 1–4    |
| Inkaras Kaunas          | 1–1 (5-4 p.) | Baki Fahlasi             | 1–0 | 0–1    |
| Torpedo Kutaisi         | 7–1          | Erebuni-Homenmen Yerevan | 6–0 | 1–1    |
| Makedonija GjP          | 5–3          | Olimpija Ljubljana       | 4–2 | 1–1    |

## Segunda Ronda
| Equipo 1                   | Agr.     | Equipo 2           | Ida | Vuelta |
| -------------------------- | -------- | ------------------ | --- | ------ |
| Werder Bremen              | 5–1      | Inkaras Kaunas     | 4–1 | 1–0    |
| Turun Palloseura           | 2–5      | Shinnik Yaroslavl  | 0–2 | 2–3    |
| Boby Brno                  | 5–5 (v.) | Espanyol           | 5–3 | 0–2    |
| Akademisk Boldklub         | 3–3      | Vorskla Poltava    | 2–2 | 1–1    |
| Austria Salzburgo          | 3–2      | St. Gallen         | 3–1 | 0–1    |
| Iraklis                    | 3–4      | Naţional Bucharest | 3–1 | 0–3    |
| Lommel SK                  | 2–2 (v.) | Torpedo Kutaisi    | 0–1 | 2–1    |
| Vojvodina                  | 4–0      | Örebro SK          | 2–0 | 2–0    |
| FK Makedonija Gorce Petrov | 1–7      | Bastia             | 1–0 | 0–7    |
| Twente                     | 2–0      | Kongsvinger        | 2–0 | 0–0    |
| Sampdoria                  | 2–1      | Rimavská Sobota    | 2–0 | 0–1    |
| Samsunspor                 | 4–3      | Lyngby             | 3–0 | 1–3    |
| Debreceni                  | 1–1 (v.) | SK Hradec Králové  | 0–0 | 1–1    |
| Altay                      | 2–1      | Diósgyőri          | 1–1 | 1–0    |
| Örgryte                    | 2–2 (v.) | Ruch Chorzów       | 2–1 | 0–1    |
| OD Trencin                 | 0–1      | Baltika            | 0–1 | 0–0    |

## Tercera Ronda
| Equipo 1        | Agr.                 | Equipo 2             | Ida | Vuelta |
| --------------- | -------------------- | -------------------- | --- | ------ |
| Debreceni       | 3–2                  | Hansa Rostock        | 1–1 | 2–1    |
| Harelbeke       | 0–4                  | Sampdoria            | 0–1 | 0–3    |
| Auxerre         | 1–2                  | Espanyol             | 1–1 | 0–1    |
| Ruch Chorzów    | 2–2 (t. s.) (4-2 p.) | Estrela Amadora      | 1–1 | 1–1    |
| Valencia        | 4–2                  | FC Shinnik Yaroslavl | 4–1 | 0–1    |
| Crystal Palace  | 0–4                  | Samsunspor           | 0–2 | 0–2    |
| Fortuna Sittard | 5–2                  | Vorskla Poltava      | 3–0 | 2–2    |
| Bologna         | 3–3 (v.)             | Naţional Bucharest   | 2–0 | 1–3    |
| Bastia          | 4–3 (t. s.)          | Altay                | 2–0 | 2–3    |
| Lommel          | 2–5                  | Werder Bremen        | 1–3 | 1–2    |
| Twente          | 3–5                  | Austria Salzburg     | 2–2 | 1–3    |
| Vojvodina       | 4–2                  | Baltika              | 4–1 | 0–1    |

## Semifinales
| Equipo 1        | Agr. | Equipo 2          | Ida | Vuelta |
| --------------- | ---- | ----------------- | --- | ------ |
| Bastia          | 2–4  | Vojvodina         | 2–0 | 0–4    |
| Bologna         | 3–2  | Sampdoria         | 3–1 | 0–1    |
| Fortuna Sittard | 3–4  | Austria Salzburgo | 2–1 | 1–3    |
| Ruch Chorzów    | 4–0  | Debreceni         | 1–0 | 3–0    |
| Werder Bremen   | 6–0  | Samsunspor        | 3–0 | 3–0    |
| Espanyol        | 0–3  | Valencia          | 0–1 | 0–2    |

## Finales
| Equipo 1            | Agr. | Equipo 2     | Ida | Vuelta |
| ------------------- | ---- | ------------ | --- | ------ |
| SV Austria Salzburg | 1–4  | Valencia CF  | 0–2 | 1–2    |
| Werder Bremen       | 2–1  | Vojvodina    | 1–0 | 1–1    |
| Bologna             | 3–0  | Ruch Chorzów | 1–0 | 2–0    |